# Марк Фульвій Флакк (консул 264 року до н. е.)
Марк Фульвій Флакк (лат. Marcus Fulvius Flaccus; близько 315 до н. е. — після 246 до н. е.) — політичний, державний та військовий діяч Римської республіки, консул 264 року до н. е., начальник кінноти у 246 році до н. е.

## Життєпис
Походив з роду Фульвіїв. Син Квінта Фульвія Флакка. Про молоді роки мало відомостей. У 271 році його обрано народним трибуном. 270 року до н. е. призначено аква дуумвіром разом із Дентатом для кураторства за прокладання водопроводу Аніо Ветус.
У 264 році до н. е. обрано консулом разом з Аппієм Клавдієм Кавдексом. Під час своєї каденції захопив етруське місто Вольці (римські Вольсінії), чим було завершено підкорення Етрурії. Освятив храм Вертумна на пагорбі Авентін. Того ж року розпочав війни проти Карфагену та Сиракуз (початок Першої Пунічної війни). Під час його консульського терміну було проведено перші гладіаторські бої на Бичачому форумі.
У 246 році до н. е. призначено начальником кінноти при диктаторові Тиберії Корунканії. Подальша доля невідома.